# Ахалубани (Тержольский муниципалитет)
Ахалубани (груз. ახალუბანი) — село в Грузии, на территории Тержольского муниципалитета края (мхаре) Имеретия.

## География
Село находится в западной части Грузии, на правом берегу реки Дзеврулы, на расстоянии 11 километров к северо-западу от города Тержола, административного центра муниципалитета. Абсолютная высота — 245 метров над уровнем моря.

## Население
По результатам официальной переписи населения 2014 года, в Ахалубани проживал 251 человек (121 мужчина и 130 женщин). В национальной структуре населения грузины составляли 100 %.
| Год  | Население, человек |
| ---- | ------------------ |
| 2002 | 176                |
| 2014 | ↗ 251              |